# Sassia
Sassia is een geslacht van weekdieren uit de klasse van de Gastropoda (slakken).

## Soorten
- Sassia apenninica (Sassi, 1827) †
- Sassia cyphoides (Finlay, 1924) †
- Sassia decagonia (Finlay, 1924) †
- Sassia maoria (Finlay, 1924) †
- Sassia melpangi Harasewych & Beu, 2007
- Sassia midwayensis (Habe & Okutani, 1968)
- Sassia minima (Hutton, 1873) †
- Sassia mozambicana Aiken & Seccombe, 2019
- Sassia nassariformis (G. B. Sowerby III, 1902)
- Sassia neozelanica (P. Marshall & R. Murdoch, 1923) †
- Sassia pahaoaensis (Vella, 1954) †
- Sassia pusulosa (Marwick, 1965) †
- Sassia remensa (Iredale, 1936)
- Sassia semitorta (Kuroda & Habe in Habe, 1961)
- Sassia tortirostris (Tate, 1888) †
- Sassia zealta (Laws, 1939) †

### Synoniemen
- Sassia (Cymatiella) Iredale, 1924 => Cymatiella Iredale, 1924
  - Sassia (Cymatiella) ansonae Beu, 1988 => Cymatiella ansonae (Beu, 1988)
- Sassia (Gyrineum) Link, 1807 => Gyrineum Link, 1807
- Sassia (Personella) Conrad, 1865 † => Personella Conrad, 1865
- Sassia arthritica (Powell & Bartrum, 1929) † => Proxicharonia arthritica (Powell & Bartrum, 1929) †
- Sassia bassi (Angas, 1869) => Austrotriton bassi (Angas, 1869)
- Sassia epitrema (Tenison Woods, 1877) => Austrotriton epitrema (Tenison Woods, 1877)
- Sassia garrardi (Beu, 1970) => Austrotriton garrardi Beu, 1970
- Sassia jobbernsi (L. C. King, 1933) † => Sassia kampyla (R. B. Watson, 1883) => Cymatona kampyla (R. B. Watson, 1883)
- Sassia kampyla (R. B. Watson, 1883) => Cymatona kampyla (R. B. Watson, 1883)
- Sassia lewisi Harasewych & Petuch, 1980 => Personella lewisi (Harasewych & Petuch, 1980)
- Sassia lindneri Parth, 1992 => Austrosassia parkinsonia (Perry, 1811)
- Sassia marshalli Beu, 1978 => Sassia remensa (Iredale, 1936)
- Sassia mimetica (Tate, 1893) => Austrotriton mimetica (Tate, 1893)
- Sassia palmeri (Powell, 1967) => Proxicharonia palmeri Powell, 1967
- Sassia parkinsonia (Perry, 1811) => Austrosassia parkinsonia (Perry, 1811)
- Sassia petulans (Hedley & May, 1908) => Austrotriton petulans (Hedley & May, 1908)
- Sassia philomelae (R. B. Watson, 1881) => Cymatona philomelae (R. B. Watson, 1881)
- Sassia ponderi Beu, 1987 => Austrosassia ponderi (Beu, 1987)
- Sassia subdistorta (Lamarck, 1822) => Austrotriton subdistortus (Lamarck, 1822)